# La Covacha de Llatas
La Covacha de Llatas  est un site préhistorique situé dans la commune d'Andilla (comarque de Los Serranos), dans la province d'Alicante en Espagne,.
C'est une grotte datant du Mésolithique récent (8500-7500 av. J.-C.) qui possède également des vestiges appartenant à l'âge du bronze liés donc à la culture valencienne du bronze. Le site a été fouillé par le Servicio de Investigación Prehistórica de Valencia (es) (SIP), ses matériaux sont donc conservés et exposés au Musée de la préhistoire de Valence.

## Localisation et description

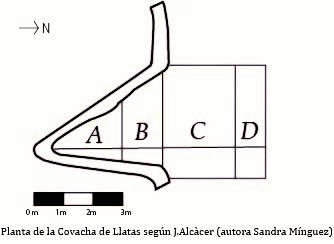
Plan de l'abri-grotte.

La Covacha de Llatas appartient à la commune d'Andilla, bien qu'elle soit située à seulement 2 km de la ville de Villar del Arzobispo, ce qui, en raison de sa situation, se trouve juste dans la limite marquée par la borne frontière qui sépare les termes de ces deux communes. Elle est située à côté du ravin de Salobral, à une hauteur de 20 m sur le versant d'une petite colline appelée Puntal de Cambra. Celle-ci se trouve sur le versant nord, et se caractérise par ses petites dimensions en forme de pyramide triangulaire, son embouchure mesure 3,5 m à la base, 1,5 m de hauteur et 3,6 m de profondeur.

## Découverte et fouille

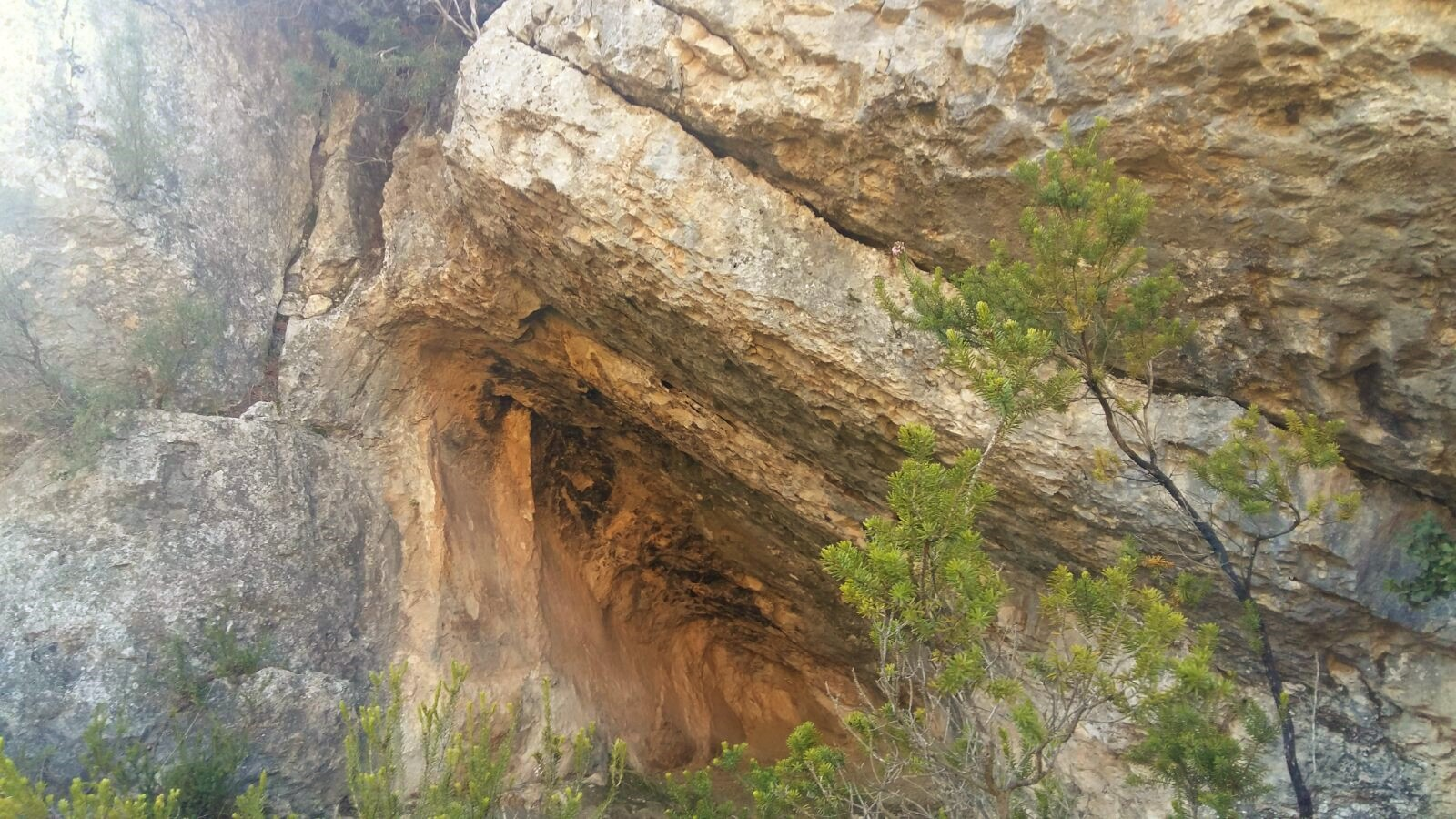
La Covacha de Llatas

La Covacha de Llatas, comme son nom l'indique, a été découverte en 1948 par Vicente Llatas Burgos (1899-1980), professeur à Villar (1933-1970), premier Chroniqueur Officiel du Village de cette commune (depuis 1952) et délégué du SIP (depuis 1948).
Vicente Llatas raconte la découverte dans son ouvrage Lettre archéologique de Villar del Arzobispo et de sa région : 

« nous avons découvert cette grotte au mois d'août, lors d'une de nos fréquentes visites aux fouilles sous la direction de José Alcácer Grau »

. À cette époque, le SIP effectuait des fouilles sur la colline Puntal de Cambra, où se trouve le site de l'âge du bronze du même nom, dirigé par José Alcácer Grau. Il a été informé de la découverte et était chargé de consulter le Directeur du SIP pour procéder aux fouilles.

## Vestiges archéologiques
Les vestiges fournis par la Covacha de Llatas vont de l'industrie lithique, des fragments de céramique, des restes osseux de faune et de mollusques, jusqu'aux restes d'une éventuelle sépulture.

### Industrie lithique

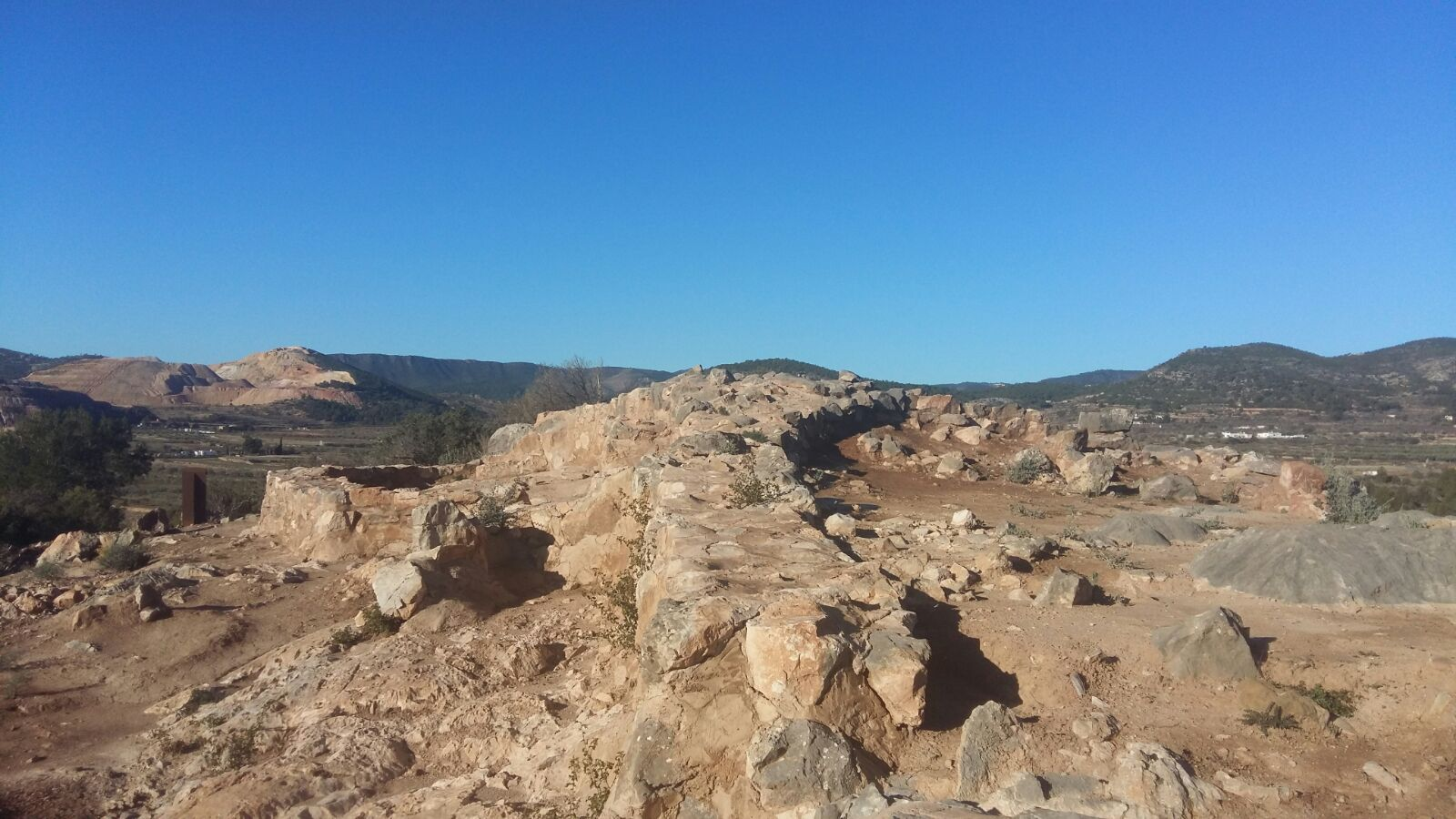
Puntal de Cambra.

Le total des vestiges de l'industrie lithique s'élève à 5331 pièces de silex et 20 de quartzite, bien que seulement 400 aient été classées typologiquement, tandis que le reste correspond à des restes de sculpture. Les typologies identifiées, par ordre d'importance numérique, sont les suivantes : petites lames à dos abaissé (260), grattoirs (30), trapèzes (28), demi-lunes (21), lames crantées (17), burins (12 ), des nucléus (10), des triangles (8), et des pièces retouchées sans typologie claire (14), alors qu'on constate l'absence de microburins.
Une étude réalisée en 1999 sur les marques d'impact détectées dans un ensemble de 65 microlithes géométriques montre comment ceux-ci ont été largement utilisés comme blindage de projectiles. Ceci conclut que les segments et les triangles étaient principalement utilisés comme points, tandis que les trapèzes étaient utilisés comme flèches à bord transversal.

### Fragments de céramique
Les restes de céramique se caractérisent par un aspect très fragmenté, par conséquent la forme des récipients en céramique n'a pas pu être reconstituée. Ils se caractérisent par leur grossièreté, leur teinte brun rougeâtre ou jaunâtre et leur cuisson imparfaite et inégale. Parmi tous les fragments, deux se distinguent par leurs décorations : l'un avec un cordon avec doigtés et un autre avec des incisions rainurées en zigzag. Quelques fragments carénés associés à l'âge du bronze ont également été retrouvés. Il convient de souligner l'absence de céramique cardiale, associée à l'arrivée des groupes néolithiques.

### Faune
Les restes osseux trouvés sont également très fragmentés, ils ont été associés à de petits animaux, notamment des herbivores et des rongeurs, il y a aussi des restes d'oiseaux et la présence d'une défense de canidé se démarque.
Les restes malacologiques se distinguent par leur perforation, ce qui indique sans aucun doute leur utilisation comme éléments décoratifs. Les espèces localisées sont Columbleas, Pectunculus, Cardium edule, Helix candidisima et Helix alonensis.

## Importance dans la recherche

### Les derniers chasseurs-cueilleurs et la néolithisation
La Covacha de Llatas est un site qui, depuis sa découverte, s'est inséré dans la problématique de la néolithisation de la façade péninsulaire méditerranéenne, en termes de transition du mode de vie associé à l'Épipaléolithique (chasseur-cueilleur) au producteur (élevage et agriculture) typiques du Néolithique.
Nous nous trouvons dans un contexte dans lequel se développe un processus complexe de dualité culturelle, dans lequel interviennent les groupes épipaléolithiques (autochtones) et les groupes néolithiques d'autre part (allochtones). Nous sommes vers 6000 av. J.-C. lorsqu'a eu lieu l'arrivée des groupes représentatifs du Néolithique Cardial sur les terres valenciennes dans lesquelles s'est développé l'Épipaléolithique géométrique. C'est ainsi qu'exprimait Lluís Pericot García lorsqu'il signait que l'intérêt de ce site résidait dans le fait que « les morceaux de silex de l'ancienne tradition épipaléolithique sont combinés avec des céramiques ».
Ainsi, avec d'autres sites remarquables, comme la Cueva de la Cocina, dont la séquence archéologique constitue le modèle de l'évolution de l'Épipaléolithique, la fouille et l'étude de la Covacha de Llatas et de ses matériaux.

## Historique de la recherche
L'interprétation faite de la Covacha de Llatas a varié tout au long du  XXe siècle et aujourd'hui, en raison des progrès des différentes recherches associées à cette période et à ses sites.

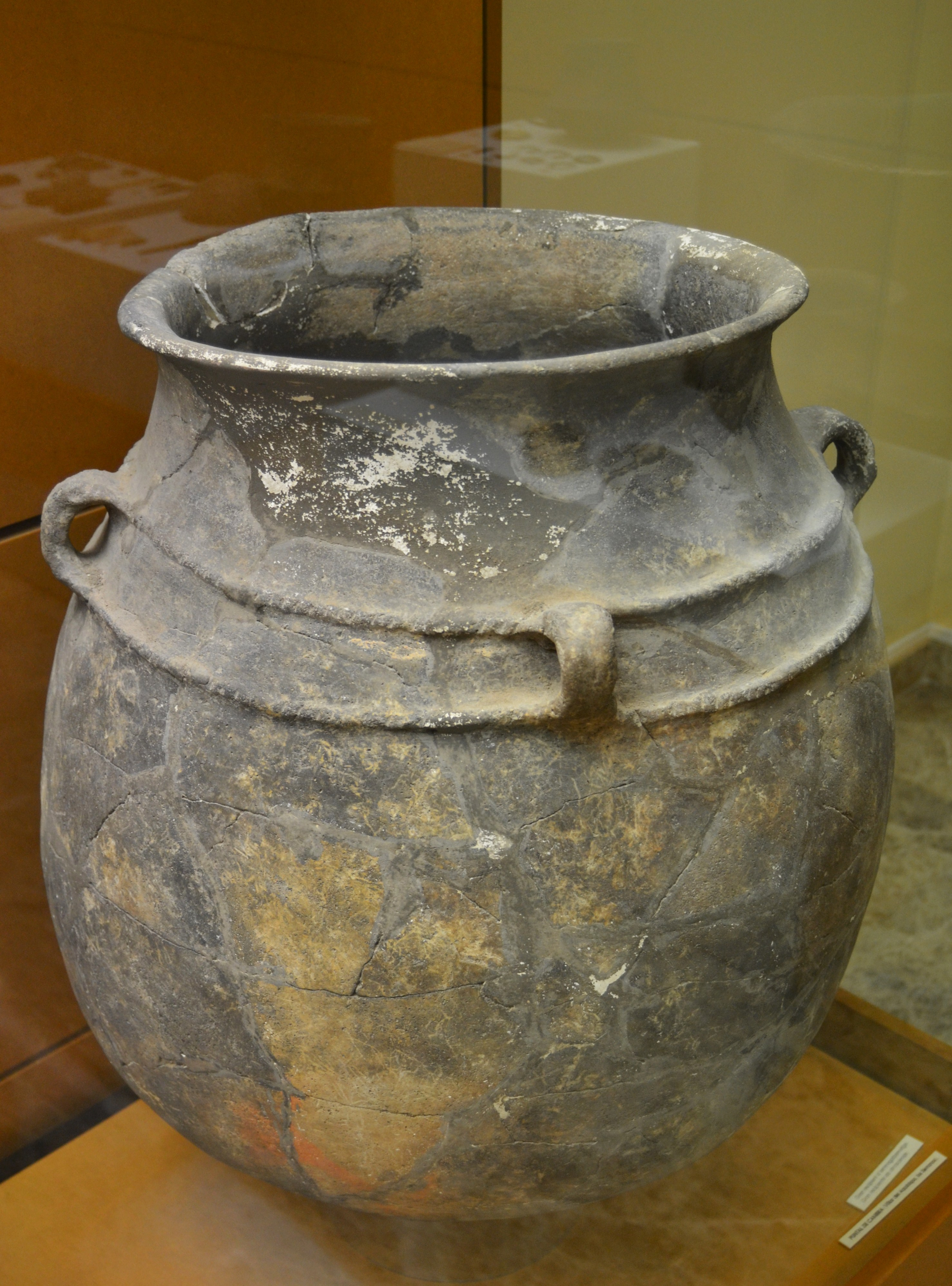
Poterie du site de Puntal de Cambra

De cette manière, nous sommes passés de la découverte d'une relation entre cette période avec la zone nord-africaine et la culture capsienne à l'élimination complète de cette théorie. Dans cette carrière de recherche, se distinguent les travaux réalisés par Fortea en 1973, qui ont définitivement mis fin aux relations nord-africaines, puisqu'il souligne que l'Épipaléolithique est le résultat d'une évolution interne depuis le Magdalénien supérieur. De même, Fortea réalise une division de la séquence culturelle basée sur la Cueva de la Cocina, le critère fondamental étant la typologie de l'industrie lithique. Il établit la distinction entre l'Épipaléolithique microlaminaire et l'Épipaléolithique géométrique, ce dernier comportant quatre phases : les deux premières antérieures à l'arrivée du Néolithique, et les deux dernières contemporaines du Néolithique.
Dans les premières investigations, Francisco Jordà et José Alcàcer qui soulignent l'existence de deux faciès dans le Néolithique dit Initial : le premier avec des céramiques cardiales et une faible fréquence de silex géométriques, et le second sans céramique cardiale et avec une abondance de silex géométrique; Ils classent la Covacha de Llatas dans le deuxième faciès, appelé type "Cuisine", et la relient à un Néolithique montagneux, en la différenciant de celui de plaine.
Avec Fortea, la Covacha de Llatas est placée dans la phase D, elle est la dernière des quatre établies pour l'Épipaléolithique Géométrique de type Cuisine, bien que la possibilité d'une plus grande antiquité soit indiquée lorsqu'elle est associée à la phase C. Dans l'établissement de l'Épipaléolithique culturel séquence de Fortea, la Covacha de Llatas a joué un rôle important dans l'achèvement de l'évolution industrielle de la Cueva de la Cocina, car les phases les plus récentes n'ont pas pu être clairement définies à partir de ses vestiges.
Actuellement, les chercheurs attribuent la Covacha de Llatas au Mésolithique géométrique de type cuisine ou au Mésolithique récent (8500-7500 av. J.-C.). Cette dernière n'est que enregistré dans les zones intérieures du nord de la province de Valence. 1 Cette phase se caractérise par la présence à la fois d'éléments issus de la tradition lithique épipaléolithique et d'autres nouveaux dont l'origine est néolithique (céramique et technique du double biseau).